# Old Leake
Old Leake is een civil parish in het bestuurlijke gebied Boston, in het Engelse graafschap Lincolnshire. In 2001 telde het civil parish 1803 inwoners. Old Leake komt in het Domesday Book (1086) voor als 'Leche'.